# Narcisse Bambara
Narcisse Kiswensia Bambara (Ouagadougou, 1989. június 29. –) Burkina Fasó-i válogatott labdarúgó, az Universitatea Cluj játékosa.
A Burkina Fasó-i válogatott tagjaként részt vesz a 2015-ös afrikai nemzetek kupáján.